# اجاها
اجاها (به لاتین: Adjaha) یک منطقهٔ مسکونی در بنین است که در استان مونو واقع شده‌است.

## خصوصیات
اجاها ۵٬۷۸۷ نفر جمعیت دارد.